# 亞洲騎兵師
亚洲骑兵师是俄国内战期间俄國白軍的一个骑兵师。该师由俄羅斯人、布里亚特人、鞑靼人、巴什基爾人、蒙古族、汉族、满族、波蘭人等多民族人士组成。

## 歷史
1919年5月28日，罗曼·冯·恩琴在外貝加爾组建亞洲騎兵師。當時该军队总兵力达8000人。自1920年3月18日起，該部隊受格里戈里·謝苗諾夫指挥。
在高尔察克被蘇俄红军击败、日本决定从外貝加爾撤出軍隊后，謝苗諾夫也打算撤退到中国东北。而恩琴瞄准機會打算自立。1920年8月7日，恩琴不再受谢苗诺夫指揮。8月底，由于受到蘇俄红军和远东共和国軍隊的攻擊，恩琴率領進入外蒙古。在蒙古，该部隊与其他俄國白军部队联合，共同对抗中国北洋政府军，并伺机对抗苏俄。

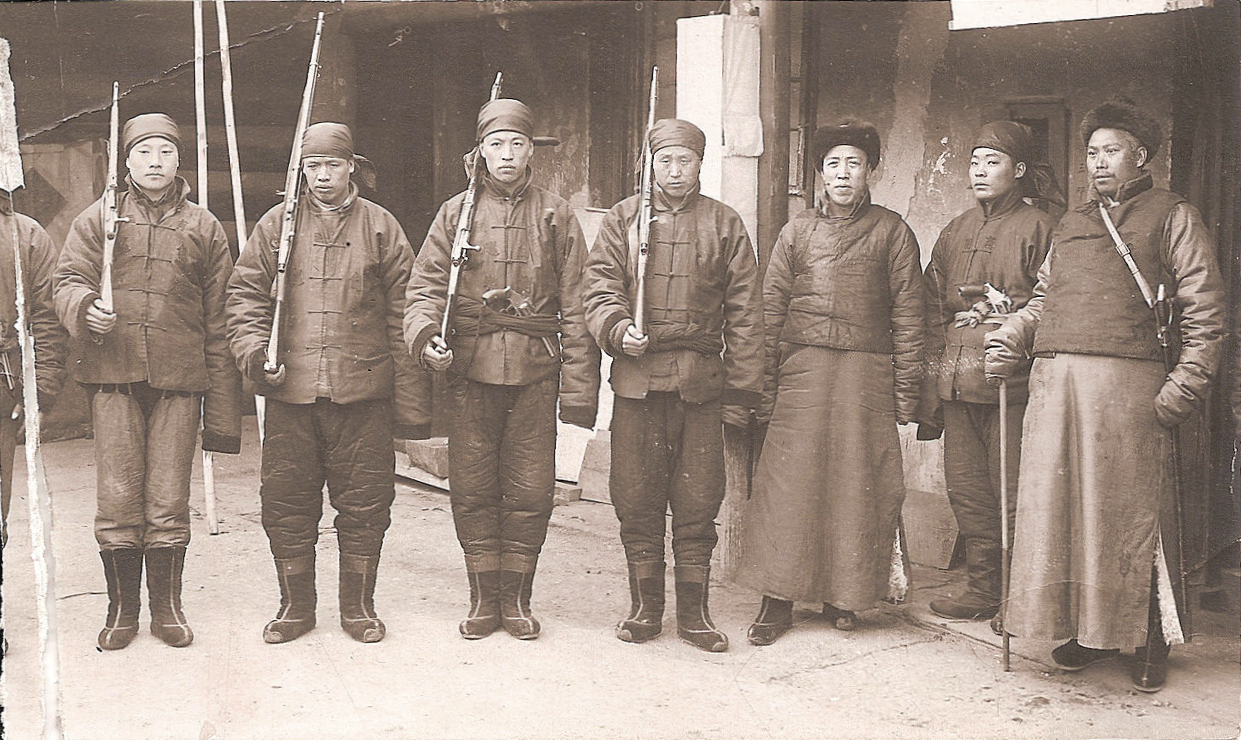
亚洲骑兵师布里亚特蒙古团士兵

1920年10月2日時，该师共有900人，下辖4个团以及炮兵部隊。恩琴來到外蒙古後，表示願意幫助博克多汗驅逐占领外蒙的中國軍隊。亞洲騎兵師成功將中國軍隊驅逐出库伦（今烏蘭巴托），并两次试图重返俄國境內的外贝加尔，但损失惨重。1921年6月，该师人數增加至3500人，並進攻恰克圖，但在這次進攻中损失了66%的兵力。紅軍出兵蒙古迫使亞洲騎兵師撤退，期间军官哗变并驱逐了恩琴，同時该师又分成2个旅，並繼續撤退至满洲里、海拉尔一带，最終于1921年8月被奉军解除武装。

### 文献
- Kuzmin, Sergei L. Kuzmin, Sergei L. , 编. . Moscow: KMK Sci. Press. 2011. ISBN 978-5-87317-692-2 （Russian）.
- Wieczynski, Joseph L. .  39. Academic International Press. 1985.
- P. Atwood, Christopher. . . United States of America: Facts on File: 572–573. 2004. ISBN 9780816046713.
- Pratt Atwood, Christopher. . . United States of America: Facts on File: 269–271. 2004. ISBN 9780816046713.
- Guber, A. A. . . Moscow, USSR: "Nauka" Publishing House. 1973.
- Patrikeeff, Felix. . Great Britain. 2002. ISBN 0-333-73018-6.
- Weirather, Larry. . McFarland. 2015. ISBN 9780786499137.
- Smele, Jonathan D. . Rowman & Littlefield. 2015. ISBN 9781442252813.
- Sablin, Ivan. . Routledge. 2016. ISBN 9781317358930.